# Prstenokljuna patka
Prstenokljuna patka (lat. Aythya collaris) je vrsta patke iz potporodice ronilica. 

## Opis
Veličinom je dosta malena. Mužjak jako sliči mužjaku krunate patke, s kojom je ova vrsta jako blisko povezana. Ima sivi kljun s bijelim kolutom, sjajno ljubičastu glavu, bijela prsa, žutu šarenicu i tamnosiva leđa. Ženka ima blijedo smeđu glavu i tijelo s tamnosmeđim leđima. Kljun joj je taman, a kolut na njemu je suptilno svjetliji nego kod mužjaka. Šarenica kod ženki je smeđa.
Za vrijeme sezone parenja ovoj ptici staništa su šumovita jezera i lokve na sjeveru SAD-a i Kanade. 
Hrani se uglavnom ronjenjem. Prehrana uključuje vodene biljke, mekušce, vodene kukce i male ribe.

## Vanjske poveznice
|  | Zajednički poslužitelj ima stranicu o temi Aythya collaris    |
|  | Zajednički poslužitelj ima još gradiva o temi Aythya collaris |
|  | Wikivrste imaju podatke o taksonu Aythya collaris             |